# Ерыкла (Саратовская область)
Ерыкла — село в Вольском районе Саратовской области в составе Колоярского муниципального образования.

## География
Находится на расстоянии примерно 55 километров по прямой на северо-запад от районного центра города Вольск.

## История
Село было основано в 1789 году. Название — от местной речки.

## Население
Население составляло 192 человека в 2002 году (77 % русские), 132 в 2010.